# Бейтс, Томас
Томас Бейтс (англ. Thomas Bates; 1567, Лэпворт, Уорикшир, Королевство Англия — 30 января 1606, Лондон, Королевство Англия) — английский рекузант, участник Порохового заговора (единственный из заговорщиков недворянского происхождения).
Был схвачен за пределами Лондона, на допросе единственным из арестованных рассказал о причастности к заговору иезуитов, но позже отрёкся от своих показаний. Был осуждён как изменник, повешен, выпотрошен и четвертован.

## Биография
Томас Бейтс родился в 1567 году в Лэпворте (Уорикшир) и был слугой богатой рыцарской семьи Кейтсби. Вместе со своей женой Мартой он жил в отдельном коттедже на землях своих господ, считался верным и преданным вассалом. В 1604 году, когда Роберт Кейтсби начал разрабатывать план заговора, известного впоследствии как «Пороховой», у Бейтса появились подозрения. Кейтсби это заметил, пригласил слугу в свою квартиру в Лондоне и там допросил его. Бейтс рассказал, что, по его мнению, хозяин «замышляет какое-то опасное дело в отношении здания парламента». Тогда Кейтсби посвятил его в свой замысел, и Бейтс стал участником заговора (седьмым по счёту).
Открытие парламента было перенесено с февраля на октябрь. Заговорщики решили использовать отсрочку, чтобы завербовать новых сторонников. Бейтс высказался против этого на секретной встрече в Бате в августе 1605 года, но остался в меньшинстве. В итоге к заговору примкнули Амброз Руквуд, Фрэнсис Трешем и Эверард Дигби.
Планировалось взорвать здание парламента во время первого заседания, назначенного на 5 ноября, одновременно поднять восстание в Мидлендсе и захватить дочь короля, принцессу Елизавету. Поздним вечером 4 ноября Бейтс вместе с Кейтсби и Джоном Райтом уехал из столицы поднимать восстание, но на следующий день в Данстейбле их догнал Руквуд, рассказавший, что замысел раскрыт, а Гай Фокс, которому было поручено взорвать порох в подвале Вестминстера, схвачен. Вскоре к заговорщикам присоединились их торварищи Томас Перси и Кристофер Райт, позже — Роберт Винтер и Дигби. Власти опубликовали прокламацию об аресте беглецов. Кейтсби направил Бейтса с письмом к Генри Гарнету, главе английских иезуитов, укрывавшемуся тогда в Коутон-Корте. Тот написал ответное послание, в котором умолял заговорщиков прекратить свои «нечестивые действия».
Заговорщики, совершенно измотанные и не получившие никакой поддержки, прибыли в Холбеч-хаус на границе Уорикшира и Стаффордшира. Они разложили перед огнём промокший порох, на него попала искра, от огня пострадали Кейтсби, Руквуд и ещё двое беглецов. Бейтс вскоре покинул Холбеч-хаус (возможно, вместе с Дигби и своим сыном). Вскоре на эту усадьбу прибыл шериф Вустера с отрядом. Кейтсби, Перси и братья Райт были убиты в схватке, а Бейтса в тот же день схватили в другом месте и доставили в Лондон.
Как единственного заговорщика недворянского происхождения Бейтса содержали не в Тауэре, вместе с остальными, а в тюрьме Гейтхаус. На допросе 4 декабря он заявил, что иезуит Освальд Тесимонд знал о заговоре. Это единственные данные о причастности иезуитов, но историк Антония Фрейзер полагает, что правдивость показаний сомнительна: Бейтс наверняка полагал, что его подвергнут пыткам. Позже, понимая, что его казнят, он отказался от своих слов.
Бейтс предстал перед судом в Вестминстер-холле 27 января 1606 года вместе с семью другими заговорщиками. Всем предъявили обвинение в государственной измене, и все, кроме Дигби, заявили о своей невиновности. В тот же день был вынесен смертный приговор. Утром 30 января Бейтса привязали к деревянным салазкам и протащили по лондонским улицам от Гейтхауса до западной оконечности церковного двора Святого Павла. Там в его присутствии подвергли повешению, потрошению и четвертованию сначала Дигби, потом Роберта Винтера и Гранта. Затем таким же образом казнили и Бейтса. На следующий день были казнены оставшиеся четверо заговорщиков.

## В культуре
- Томас Бейтс стал персонажем британского мини-сериала «Порох» (2017)[15], где его сыграл Люк Бротон[16].